# Las tres coquetonas
Las tres coquetonas es una película de comedia y romance mexicana de 1960, dirigida por Jaime Salvador y protagonizada por Flor Silvestre, Verónica Loyo y Alicia Ravel, cuyos galanes son interpretados por Demetrio González, Julio Aldama y Antonio Prieto. Esta película se filmó en 1959 y se estrenó el 16 de junio de 1960 en el Cine Olimpia.

## Sinopsis
Ambientada en México en los años 60 en un internado para niñas, Luisa (Flor Silvestre) María (Verónica Loyo) y Otilia (Alicia Ravel), un trío de mujeres deciden romper todas las reglas y poner a la teoría lo que aprendieron en la escuela, siendo buenas esposas y madres, para practicar. Así que deciden dejar el instituto por 20 días (tiempo que falta para su graduación) y emprender un viaje que las llevará a través de diversas situaciones aventureras y divertidas. Entre ellos, un encuentro de pandillas y tres guapos vaqueros dejarán "Las Tres Coquetonas" aprendiendo sobre sus propias experiencias, así como sobre cómo encontrar el amor verdadero.

## Elenco
- Flor Silvestre  como Luisa
- Verónica Loyo como María
- Alicia Ravel como Otilia
- Demetrio González como Demetrio Morales
- Julio Aldama como Felipe Landin
- Antonio Prieto como Carlos de Lidia
- Fernando Soto "Mantequilla" como Agapito
- Joaquín García "Borolas" como Silvino
- Consuelo Frank como Doña Clotilde
- Guillermo Hernández como Patrón
- José Luis Fernández como Secuaz del patrón
- Mario García "Harapos" como Asistente del comandante
- Dacia González como Profesora joven
- Cecilia Brañas Montero como Señorita Pelayo
- Pepe Hernández como Comandante Aguado
- Celia Manzano como Profesora
- Juan Villegas como Empleado de hotel